# Alfeo (nome)
Alfeo  è un nome proprio di persona italiano maschile.

## Varianti in altre lingue
- Greco biblico: Αλφαιος (Alphaios)[1][2]
- Latino: Alphaeus[1][2]
- Polacco: Alfeusz

## Origine e diffusione

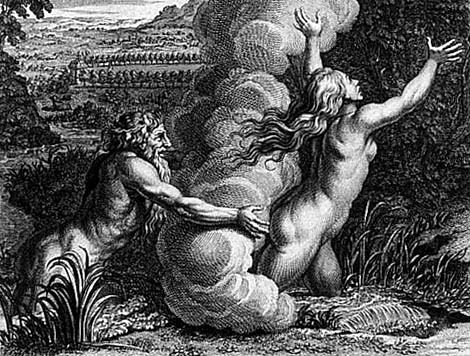
Alfeo e Aretusa, di Bernard Picart

Le interpretazioni sul significato di questo nome sono discordi, e sono ulteriormente confuse dal fatto che esso è presente sia nel Nuovo Testamento che nella mitologia greca. Nel primo caso il nome appare per indicare tanto il padre dell'apostolo Giacomo il Minore quanto quello di Levi (identificato generalmente con Matteo apostolo ed evangelista) - si veda Cleofa. L'Alfeo mitologico, invece, era un dio fluviale figlio di Oceano, personificazione del fiume omonimo, che s'innamorò di Aretusa.
L'origine è greca, derivante da Αλφαιος (Alphaios), basato su ἀλφὴ (alphe), "impresa", "profitto", e significa dunque "pieno di risorse", "che ha profitti". Viene però correlato di frequente ad un termine che significa "bianco" (il greco alfòs o l'osco alfu, da cui deriva Alfio, nome con cui è spesso confuso), oppure indicato come derivante da un nome ebraico che significa "che cambia", "mutevole".

## Onomastico
L'onomastico si può festeggiare il 25 settembre in memoria di sant'Alfeo o Cleofa, uno dei discepoli di Emmaus.

## Persone

Alfeo Brandimarte

- Alfeo Brandimarte, militare italiano
- Alfeo Corassori, politico italiano

### Variante Alphaeus
- Alphaeus Philemon Cole, artista e incisore statunitense

## Il nome nelle arti
- Alfeo è un personaggio dell'opera di Ludovico Ariosto Orlando furioso.